# Keijo Liinamaa
Keijo Antero Liinamaa, född 6 april 1929 i Mänttä, död 28 juni 1980 i Helsingfors, var en finländsk jurist och ämbetsman, opolitisk statsminister juni–november 1975. Han var även opolitisk justitieminister år 1970 och arbetskraftsminister 1971–1972 samt riksförlikningsman 1965–1971 och 1979–1980.

## Utmärkelser
- Kommendörstecknet av Finlands Lejons orden,  1970[3]
- Storkorset av Finlands Lejons orden,  1976[3]
- Militärens förtjänstmedalj,  1979[3]

[Redigera Wikidata]